# Leon Abbett
Leon Abbett (9 de outubro de 1835 - 4 de dezembro de 1894) foi um advogado e político norte-americano filiado no Partido Democrata. Foi por duas vezes eleito como governador de Nova Jersey.

## Biografia
Nasceu na Filadélfia, filho de Ezekiel e Sarah (Howell) Abbett. Ele estudou na Central High School e se formou em 1853. Em abril de 1861, ele se mudou para Nova Iorque, para abri r uma firma de advogados com seu amigo William Fuller. Abbett se casou com Mary Briggs da Filadélfia em 1862 e eles se mudaram para Huboken, Nova Jérsei.